# Шуби
Шу́би — село у Богодухівській міській громаді Богодухівського району Харківської області України.
- Поштове відділення: Братеницьке

## Географія
Село Шуби знаходиться біля витоків річки Братениця. На річці кілька загат. За 1 км розташоване село Братениця.

## Історія
- Село постраждало внаслідок геноциду українського народу, проведеного урядом СССР в 1932—1933 роках, кількість встановлених жертв у Сінному та Шубах — 563 людей[1].
- 12 червня 2020 року, відповідно до розпорядження Кабінету Міністрів України № 725-р «Про визначення адміністративних центрів та затвердження територій територіальних громад Харківської області», село увійшло до Богодухівської міської громади[2].
- 19 липня 2020 року, в результаті адміністративно-територіальної реформи та ліквідації Богодухівського району (1923—2020), село увійшло до складу новоутвореного Богодухівського району Харківської області[3].